# Алый Король
Алый Король (англ. Crimson King), или Рам Аббала (англ. Ram Abbalah) — главный антагонист в вымышленной вселенной Стивена Кинга Тёмная Башня. Впервые упоминается в романе Кинга «Бессонница» (1994). Это инфернальное существо, ассоциирующееся со злым началом Дисом, противник порядка и света, так называемой Белизны. Противостоит Роланду Дискейну в серии «Тёмная Башня» и другим протагонистам в смежных произведениях.

## Русский перевод эпитетаCrimson King
В книгах серии «Тёмная Башня» встречается только вышеуказанный вариант перевода (переводчик последних книг серии — В. А. Вебер). Буквальный перевод: Малиновый Король (от англ. crimson — малиновый или тёмно-красный цвет), — употребляется в книге «Бессонница», переведённой Ф. Б. Сарновым. Наиболее отвечает оригиналу перевод Багряный Владыка, употребляющийся в книге «Сердца в Атлантиде», переведённой И. Гуровой.
По мнению В. Эрлихмана, и «Алый», и «Малиновый» — явные ошибки перевода; не упоминая перевод И. Гуровой, он предлагает вариант «Багровый Король», объясняя это аллюзией к историческим источникам:

…название взято из эзопова языка церковных публицистов XVIII века, которые, не желая поминать имя дьявола, именовали его «Багровым Королём».

## Внешность
Лично появляется только в последней книге серии «Тёмная Башня» — в обличье седого старика с красными глазами.

Роланд увидел именно то, что и ожидал: старика с огромным носом, крючковатым и бесформенным, словно слепленным из воска; красные губы цвели средь белоснежной бороды; белоснежные же волосы спускались по спине Алого Короля чуть ли не до костлявого зада. Его пылающее от ярости лицо смотрело на странников. На ярко-красном одеянии Алого Короля Роланд разглядел серебристые зигзаги молний и каббалистические знаки.— «Тёмная Башня VII: Тёмная Башня» (часть 7)
Патрик Дэнвилл нарисовал Алого Короля, и на рисунке было:

Длинное лицо, алчное и подозрительное, морщины на лбу и щеках столь глубокие, что казались бездонными. Губы в пышной бороде, полные и жестокие. Рот человека, готового превратить поцелуй в укус, если того пожелает душа, а душа, похоже, того желала, и часто.<…>клок седых волос, торчащих из одной из ноздрей Короля, и тоненький шрам на правой брови, который то появлялся из-под волос, то исчезал под ними, как стежки.— «Тёмная Башня VII: Тёмная Башня» (часть 7)
В видениях и снах персонажей разных книг Кинга Алый Король возникал в разных обличьях. В любом случае, обычно ассоциируется с красным цветом — так, в видении главного героя книги «Бессонница» Ральфа Робертса появляется в виде его матери, вяжущей красный шарф, потом — огромной рыбы-зубатки, потом — в облике красивого молодого человека, блондина с красными глазами.
Обычно Алый Король только упоминается теми или иными персонажами.

## История
Настоящее имя, если оно вообще существует, и обстоятельства появления Алого Короля в мире не упоминаются в произведениях Кинга. Эпитет Рам Аббала скорее относится к метафизической сущности персонажа, чем к его физическому воплощению.
В седьмой книге существо в трёх лицах — Фимало, Фумало и Файмало — рассказывает Роланду и Сюзанне о том, что некогда Алый Король, убив почти всех своих слуг в замке Ле кас руа рюс (фр. Le Casse Roi Russe — «Руины русского царя»), разбил свои волшебные кристаллы и совершил самоубийство с помощью ложки, после чего стал не-мертвым и отправился к Башне. Практически, это свидетельствует о том, что некогда Алый Король был человеком или смертным существом какой-то ещё разумной расы.
После этого Алый Король с помощью своих слуг всячески ускорял разрушение Лучей. Вообще, разрушение Лучей и Тёмной Башни, а через это — и установленного мирового порядка провозглашается основной целью Алого Короля. Сам он с некоторых пор пребывает, как узник, на внешнем балконе Башни (некоторые считают его при этом хозяином Башни). Тем не менее ему принадлежит замок Ле кас руа рюс, и он обладает достаточным могуществом, чтобы ему подчинялось множество разумных существ из рас тахинов, кан-тоев и людей. Алый Король также связан с пауками — в книге эти животные неоднократно упоминаются как его посланники. Его ближайшим приспешником называет себя Уолтер, он же Рэндалл Флэгг.
Из-за множества временных парадоксов вселенной Тёмной Башни и двойственной природы Алого Короля невозможно сказать, как его история соотносится с событиями разных книг Кинга. Есть лишь несколько временных привязок.
Мордред Дискейн считается сыном Алого Короля (и сыном Роланда одновременно — из-за необычных обстоятельств своего зачатия), его зачатие произошло во время событий третьей книги цикла, но Алый Король (как и Роланд) непосредственно в нём не участвовал, его семя было передано безымянному демону, изнасиловавшему Сюзанну.
Во время пребывания Роланда у подножия Башни Алый Король был практически уничтожен Патриком Дэнвиллом (во всяком случае, его физическое тело), но так как путешествие Роланда также является своего рода временным парадоксом, этот эпизод нельзя считать окончательным.

## Характеристика персонажа
Б. Винсент в своём «Путеводителе» по «Тёмной Башне» упоминает, что Алый Король, как и многие другие персонажи цикла, является частью «концепции двойников» (англ. twinners), введённой Кингом и Питером Страубом в романе «Талисман». С одной стороны Алый Король — Рам Аббала, могущественная персонификация сил зла, а с другой — физическое тело, заключённое в Тёмной Башне. В некотором роде он также двойник Роланда — оба короли, оба одержимы Башней и т. д.
Ещё одним двойником-противником Алого Короля можно назвать и самого Стивена Кинга:

«Crimson King, Stephen King. Так что, Стивен Кинг — Алый Король этого мира?»— «Тёмная Башня VI: Песнь Сюзанны»
 Если Алый Король ассоциируется со злым началом Дисом, то Стивен Кинг — с добрым началом, Ганом.
В. Эрлихман считает Алого Короля метафорой «тёмной половины», зла, живущего в душе каждого человека, и самого Кинга в том числе:

С высоты своего опыта он <Кинг> отверг наивный соблазн «Властелина колец» — уничтожьте Кольцо Всевластья, убейте его слуг, и Зло погибнет. На самом деле побороть его удастся только тогда, когда Алый Король развоплотится в душе каждого человека. Только тогда Темная Башня не отвергнет пришедших к ней и, быть может, окажется не такой уж темной.
Б. Винсент подчеркивает также безумие Алого Короля; безумие — одна из ключевых тем гепталогии.

## Упоминания в произведениях Кинга
В основной серии (до появления исправленного варианта романа «Стрелок») впервые прямо упоминался в четвёртой книге — «Колдун и кристалл». Надпись на стене, которую увидели герои в своих странствиях, гласила «Да здравствует Алый Король». В исправленной версии первого романа Алый Король упоминается прямо..
Алый Король присутствует или упоминается также в смежных произведениях — в «Бессоннице», в «Сердцах в Атлантиде», в «Чёрном доме».

## Влияние на популярную культуру
Компания Marvel Comics выпустила серию комиксов по мотивам «Тёмной Башни», в трёх из которых присутствует Алый Король. Это The Dark Tower: The Gunslinger Born («Рождение стрелка»), The Dark Tower: The Long Road Home («Долгая дорога домой») и The Dark Tower: Treachery («Предательство»).
Деннис Даунинг (англ. Dennis Downing) в 2003 году выпустил диск Territories («Долины»), своеобразный «саундтрек, написанный под вдохновением от саги Стивена Кинга „Тёмная Башня“». Предпоследняя композиция — Court of the Crimson King («Двор Алого Короля»). По описанию Д. Даунинга, она передаёт ощущения лирического героя (Роланда) от видения Алого Короля, вставшего перед ним на пути к Тёмной Башне. Автор музыки отмечает, что эта композиция тяжелее остальных давалась ему, но результатом он доволен.
Группа Demons and Wizards в 2005 году издала альбом Touched by the Crimson King («Прикосновением Алого Короля»), три песни с которого и название по признанию Ханси Кюрша имеют прямое отношение к саге о «Тёмной Башне». Первая песня альбома — Crimson King. Песня написана от лица Рэндалла Флэгга, который говорит о том, что Алый Король, которого Флэгг называет Спасителем, в судный день разрушит Башню своим прикосновением:

Touched by the Crimson King 

Touched by the Saviour 

The Tower falls on Judgement Day…
Перевод 

От руки Алого Короля 

От руки Спасителя 

Башня падёт в Судный день 

## Факты
- Существует рок-группа King Crimson. Их первый альбом называется In the Court of the Crimson King (1969). Название рок-группы не связано с персонажем Стивена Кинга, первое упоминание о котором писатель сделал лишь в 1994 г.
- Существует культурная форма остролистного клёна с тёмно-пурпурными листьями — Crimson King (Acer platanoides 'Crimson King').[15]
- В двух песнях альбома The Crimson Idol (1992) группы W.A.S.P., «Arena Of Pleasure» и «The Great Misconceptions Of Me», упоминается crimson king. Отношения к Алому Королю Стивена Кинга не имеет. Альбом рассказывает историю Джонатана Стила, который хотел стать «великим красным идолом» (англ. Great Crimson Idol), «красным королём» (англ. crimson king) — кумиром для миллионов людей.[16]
- Книга детской писательницы Дженни Ниммо Charlie Bone and the Hidden King на русский язык переведена как «Чарли Бон. Алый король».[17] Алый король (англ. Red King, дословно: Красный король) в этой книге не имеет ничего общего с Алым Королём Стивена Кинга, он — положительный персонаж.
- У Эвана Хантера есть рассказ 1955 года The Scarlet King, переведённый на русский язык как «Алый король»[18] (совпадение с эпитетом персонажа Кинга есть только в русском переводе). Речь в рассказе идёт о короле червей, ставшем символом жажды убийства для главного героя.